# Dông

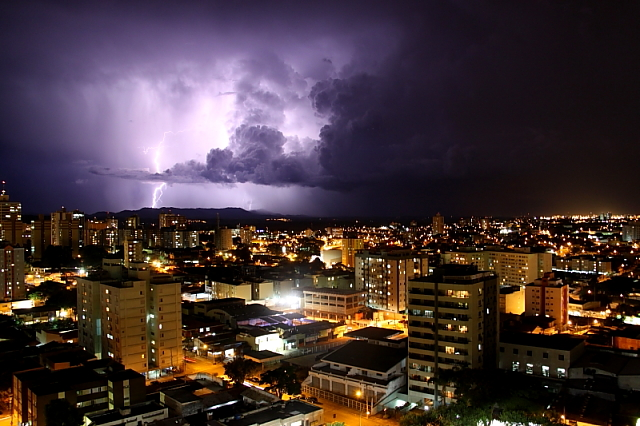
Dông - São Paulo, Brasil

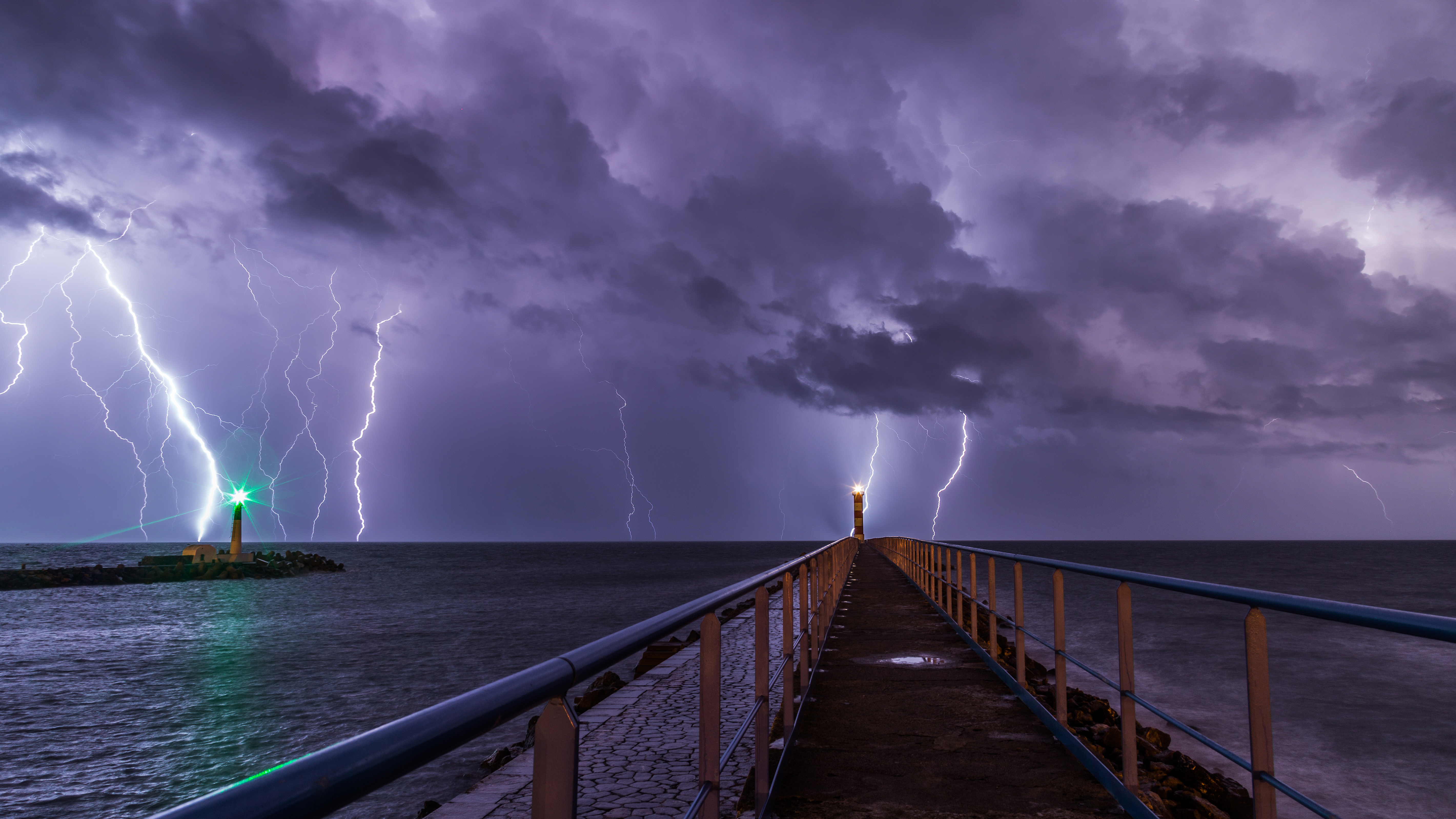
Một trận dông ban đêm trên các hải đăng tại cảng Port-la-Nouvelle.

Dông hoặc giông là hiện tượng khí tượng phức hợp gồm chớp và kèm theo sấm do đối lưu rất mạnh trong khí quyển gây ra. Nó thường kèm theo gió mạnh, mưa rào, sấm sét dữ dội, thậm chí cả mưa đá, vòi rồng. Ở vùng vĩ độ cao có khi còn có cả tuyết rơi. Đám mây gây dông gọi là mây vũ tích.

## Từ nguyên
Thuật ngữ "dông" hay "giông" trong tiếng Anh là thunderstorm; từ điển khí tượng Trung Quốc dịch là "lôi bạo", nghĩa là "sấm dữ dội", còn trong dân gian Việt Nam thì "dông" là "trận gió to", không hoàn toàn trùng với thuật ngữ dông trong khí tượng học.

## Hình thành và miêu tả
Cơn dông được hình thành khi có khối không khí nóng ẩm chuyển động. Loại mây gây dông là mây vũ tích. Cơn dông có thể kéo dài từ 30 phút đến 12 tiếng và có thể trải rộng từ 30km đến 300 km Quá trình trung hoà và tái tạo điện tích xảy ra liên tục trong cơn dông. Nó thường kèm theo gió mạnh, sấm sét, vòi rồng,...
Người La Mã xưa thì cho rằng dông sét là những trận chiến giữa thần sấm Jupiter (còn thần thoại Hy Lạp là thần Zeus) và thần lửa (Vulkan).
Dông được xếp vào thời tiết nguy hiểm vì hàng năm có nước sét đánh chết hàng nghìn người, gây ra hàng trăm vụ cháy rừng, cháy nhà, làm hư hỏng nhiều thiết bị máy móc, nhất là các thiết bị điện tử.